# Stefanía Fernández

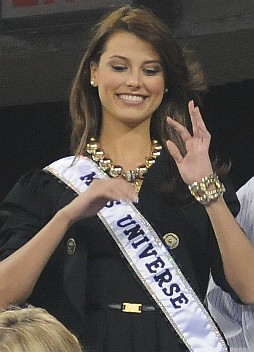
Stefanía Fernández Krupij, Miss Univers 2009

Stefanía Fernández Krupij (Mérida, 4 de setembre de 1990) és una model veneçolana que fou Miss Veneçuela 2008 i guanyà el concurs Miss Univers del 2009. Fou ella qui coronà a Jimena Navarrete, la Miss Univers 2010.

## Biografia
Stefanía va nàixer a la ciutat veneçolana de Mérida en l'estat del mateix nom. Té orígens familiars molt variats, per part de son pare, té ascendència gallega (d'un poble costaner del sud de Galícia, Nigrán), i per part de sa mare nascuda a Veneçuela, té ascendència d'immigrants d'Europa Oriental, sobretot d'Ucraïna però també de Rússia i Polònia que van fugir del comunisme de la Unió Soviètica establint-se en Veneçuela a mitjans del segle xx.
És la menor de tres germans. La seua mare, Nadia Krupij Holojad és farmacèutica i el seu pare, José Luis Fernández, és un empresari fuster.
Durant la seua infantesa i adolescència va romandre a Mèrida fent petites aparicions com a model. Després es va interessar en concursos de bellesa i així va participar en l'elecció de la reina Fira Internacional del Sol en la seua edició de l'any 2008. D'igual manera participà a Miss Táchira 2008, ocupant el segon lloc de la competència.

### Miss Veneçuela
Va ser la representant de l'estat Trujillo en el concurs Miss Veneçuela 2008, realitzat el 10 de setembre de 2008, on va obtenir les bandes de Miss Elegància, Miss Rostre Ebel i Millor Cos, sent coronada el 10 de setembre de 2008 com la cinquantena sisena (56a) Miss Veneçuela, i per tant, la segona Miss Veneçuela que guanya representant a l'estat Trujillo (la primera va ser Barbara Palacios, Miss Veneçuela i Miss Univers 1986). Fernández fou coronada per la reina sortint, Dayana Mendoza, Miss Veneçuela 2007 i Miss Univers 2008.

### Miss Univers
Miss Univers 2008, Dayana Mendoza, també de Veneçuela, corona a Fernández com la nova Miss Univers 2009 el 23 d'agost de 2009, en Nassau (Bahames) sent la primera vegada en la història del certamen que un mateix país assoleix la corona en anys consecutius. Els seus premis inclouen diners, un any de contracte promocionant al concurs de Miss Univers, viatges al voltant del món, un curs de dos anys en The NY Film Academy, valorat en 100.000 dòlars i un departament a Nova York per un any, amb despeses incloses. Fernández tindrà un any de regnat viatjant al voltant del món promovent les causes humanitàries i l'educació per a prevenir el VIH/Sida.